# Université de technologie (France)
Pour les articles homonymes, voir UT.
En France, une université de technologie, est un établissement public à caractère scientifique, culturel et professionnel qui a pour mission principale la formation des ingénieurs, le développement de la recherche et de la technologie.

## Historique
La première université de technologie française a été fondée en 1972 à Compiègne par Guy Deniélou (Université de technologie de Compiègne). Celle-ci a ensuite essaimé à Belfort en 1985 sous le nom Université de Technologie de Compiègne à Sévenans (UTCS) devenue IPSé (Institut Polytechnique de Sévenans) puis Université de technologie de Belfort-Montbéliard (UTBM) en fusionnant avec l'École Nationale d'Ingénieur de Belfort (ENIBe).
L'Université de technologie de Troyes est créée en 1994 et l’Université de technologie de Tarbes est créée en 2024.
Inspirées de l'université américaine de Penn à Philadelphie, ces trois universités sont un mélange français entre les universités et les écoles d'ingénieurs. 
Ce réseau est à l'origine de la fondation de l'Université de technologie sino-européenne de l'université de Shanghai, en collaboration avec Université de Shanghai.

## Liste des UT
Il y a actuellement quatre universités de technologie :
- Université de technologie de Belfort-Montbéliard (UTBM)
- Université de technologie de Compiègne (UTC)
- Université de technologie de Troyes (UTT)
- Université de technologie de Tarbes Occitanie Pyrénées (UTTOP)

Ces quatre écoles regroupent plus de 10 000 étudiants, ce qui en fait un des groupes d'écoles les plus importants[réf. nécessaire].
| UTC UTT UTBM UTTOP |

## Formation
Les universités de technologie proposent un certain nombre de formations d’ingénieurs habilitées par le ministère de l’Enseignement supérieur et de la Recherche après l’avis de la commission des titres d'ingénieur.

La formation d'ingénieur prodiguée par les universités de technologie est divisée en deux parties :
- Le tronc commun (TC) qui correspond à un cycle préparatoire d'école d'ingénieur. On peut y entrer directement après le baccalauréat, ou un équivalent étranger. À la fin de ce cycle, on obtient un diplôme de niveau bac+2 nommé Deutec (Diplôme d'études universitaires de technologie).
- Les branches qui correspondent au cycle d'ingénieur. On y accède soit après avoir fini la formation de Tronc Commun, soit après avoir obtenu un diplôme de niveau bac+2.

La formation est organisée non pas par années ou par trimestres, mais par semestres. Le tronc commun dure donc habituellement 4 semestres et la branche 6 semestres. Il y a une importante communication avec les entreprises par l'intermédiaire de deux stages de 6 mois durant la formation en branche. Le premier, appelé « Stage » ayant lieu au cours du troisième semestre, et le deuxième, appelé « Projet » ayant lieu au cours du sixième semestre.